# Roncesvalles (ort)
Roncesvalles är en ort i Colombia.   Den ligger i departementet Tolima, i den centrala delen av landet, 180 km väster om huvudstaden Bogotá. Roncesvalles ligger 2 597 meter över havet och antalet invånare är 3 918.
Terrängen runt Roncesvalles är kuperad åt nordost, men åt sydväst är den bergig. Runt Roncesvalles är det ganska tätbefolkat, med 52 invånare per kvadratkilometer. Närmaste större samhälle är San Antonio, 17,5 km sydost om Roncesvalles. I omgivningarna runt Roncesvalles växer i huvudsak städsegrön lövskog.